# Cooper Black

Schriftbeispiel der Cooper Black

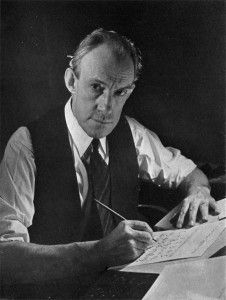
Oswald Cooper.

Cooper Black ist eine ultrafette Serifenschrift mit weichen, abgerundeten Konturen, die der US-amerikanische Schriftgestalter Oswald „Oz“ Bruce Cooper (1879–1940) im Jahr 1921 schuf. Sie wurde rasch eine der erfolgreichsten Schriften ihrer Zeit und ist bis heute beliebt.

## Geschichte

### Entstehung

Die normale Schriftstärke der Cooper Old Style im Vergleich mit Cooper Black

Ultrafette Schriften gab es bereits lange bevor die Cooper Black entstand. Diese waren jedoch überwiegend in der um 1810 entstandenen Stilform Fat Face mit extrem hohem Strichkontrast und scharfkantigen, dünn angesetzten Serifen oder in den noch neueren Schriftklassen Egyptienne oder Grotesk. Die Cooper Black demonstrierte, dass auch eine „old-style“-Schriftart (Renaissance-Antiqua) in einem schwergewichtigen Schriftschnitt als Akzidenzschrift funktionieren kann.
Oswald Cooper war ursprünglich ein Kalligraf und wurde erst später zum Schriftgestalter. Im Auftrag der Chicagoer Schriftgießerei Barnhart Brothers & Spindler schuf Cooper 1919 die Schriftfamilie „Cooper Old Style“ (die später in „Cooper“ umbenannt wurde). Bei dieser handelt es sich um eine französische Renaissance-Antiqua, die jedoch die Formen dieser Schriftklasse eher karikiert als ernsthaft wiedergibt. Die Cooper Black entstand als besonders fetter Schriftschnitt dieser Schriftfamilie. Die Gießerei drängte Cooper, diesen Schnitt für den Einsatz in der Werbung so fett wie möglich zu gestalten. Cooper arbeitete ein Jahr daran. Er war erst skeptisch wegen des Designs und äußerte seine Sorge, die „zu häufige Wiederholung der gleichen Eigenarten und Kurven“ könnte den Leser ermüden. Schließlich aber stand er zu dem Schriftschnitt mit den Worten, er sei „for far-sighted printers with near-sighted customers“ (für weitsichtige Drucker mit kurzsichtigen Kunden).
Die 1922 veröffentlichte ultrafette Cooper Black wurde wegen ihrer Neuartigkeit von bestimmten konservativen Kreisen der Typografie zunächst gehasst bzw. als Bedrohung aufgefasst. Sie kam aber bei Grafikern und Kunden enorm gut an. Die Gießerei konnte die große Nachfrage kaum bedienen. Barnhart Brothers & Spindler schrieb in der Rückschau, die Cooper Black war „the selling type supreme, the multibillionaire sales type, it made big advertisements out of little ones“ („die Schriftart, deren Absatz alle anderen überragte, für den Vertrieb von Multimilliardären; sie machte aus kleiner Werbung große Werbung“). Die Cooper Black wurde Oswald Coopers erfolgreichstes Werk und erreichte eine Bedeutung, die weit über die seiner leichteren, für die Verwendung im Buchdruck geschaffenen Schnitte hinausgeht.

### Gab es Vorbilder?
Einem verbreiteten Irrtum nach soll die Cooper Black nach dem Vorbild der Schriftart „Pabst Extra Bold“ entstanden sein, die Frederic William Goudy 1902 für die Pabst Brewing Company entworfen habe. Jedoch stammt die Pabst Extra Bold tatsächlich nicht von Goudy, sondern von Chauncey H. Griffith und wurde 1928 von der Mergenthaler Linotype Company nach dem Vorbild der Cooper Black herausgebracht.
Bereits ca. 1909 war in Frankreich bei der Schriftgießerei G. Peignot & Fils die Jugendstil-Schriftfamilie „Robur“ von George Auriol herausgekommen, deren Schnitt „Robur Noir“ einige Ähnlichkeit mit der Cooper Black hat.

### Lizenznehmer, Varianten und Konkurrenten

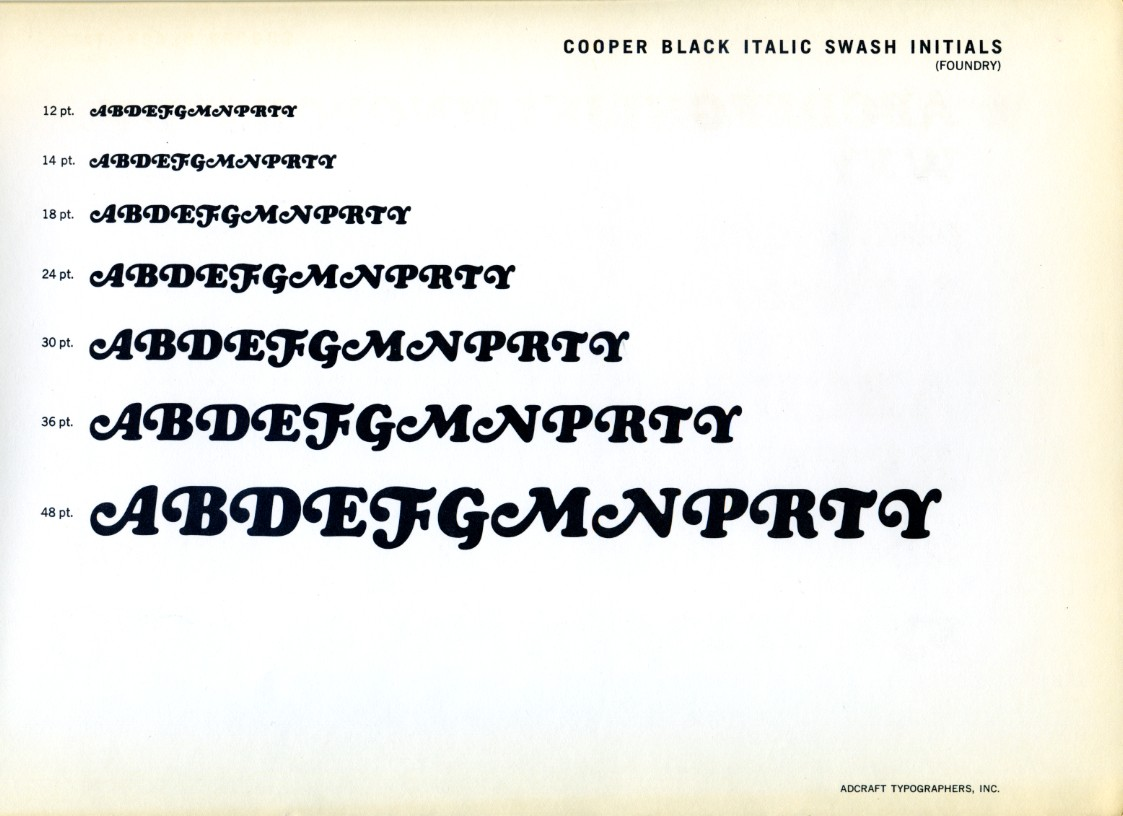
Alternative Schwungbuchstaben der Cooper Black Italic

Verschiedene Schriftgießereien lizenzierten die Cooper Black, etwa in den USA die American Type Founders sowie in Deutschland die Schriftguß AG. Sie wurde auch von vielen anderen Herstellern kopiert – etwa als „Pittsburgh Black“, „Signum“ oder „Wentworth Black“. Manche stahlen sogar den Namen Cooper ohne Lizenz.
Barnhart Brothers & Spindler gab auch die Schnittvarianten „Cooper Black Italic“ (kursiv, mit alternativen Schwungbuchstaben, 1926) und „Cooper Black Condensed“ (schmal) heraus. Die Varianten „Cooper Hilite“ (1925) „Cooper Tooled“ (1928) enthalten Weißhöhungen.
Die Schriftguß AG vertrieb die Schrift zunächst unter dem Namen „Copra Antiqua“ und „Copra Kursiv“, wobei sie einen selbst entwickelten Kursivschnitt verwendete und je drei Schriftstärken anbot, normal, fett und halbfett. Außerdem entwickelte sie den Schnitt „Lichte Cooper-Kursiv“ (vor 1927), eine Bearbeitung des Kursivschnitts mit Weißhöhungen, die Barnhart Brothers & Spindler mit der „Cooper Tooled Italic“ kopierte.
Die Cooper Black stieß einen neuen typografischen Trend an und inspirierte ähnliche Schriftarten wie die „Ludlow Black“ (1924) von Robert Hunter Middleton, die „Goudy Heavy Face“ (1925) von Frederic William Goudy und die „Pabst Extra Bold“ (1928) von Chauncey H. Griffith. Doch erreichte keine Konkurrenz-Schriftart den Erfolg der Cooper Black.
Goudy war Coopers Lehrer gewesen. Der Lehrer kopierte in dem Fall also den Schüler.
2024 brachte Owen Earl eine neu digitalisierte Fassung der Cooper-Familie unter dem Namen „Cooper*“ heraus, in sechs Schriftstärken je aufrecht und kursiv.

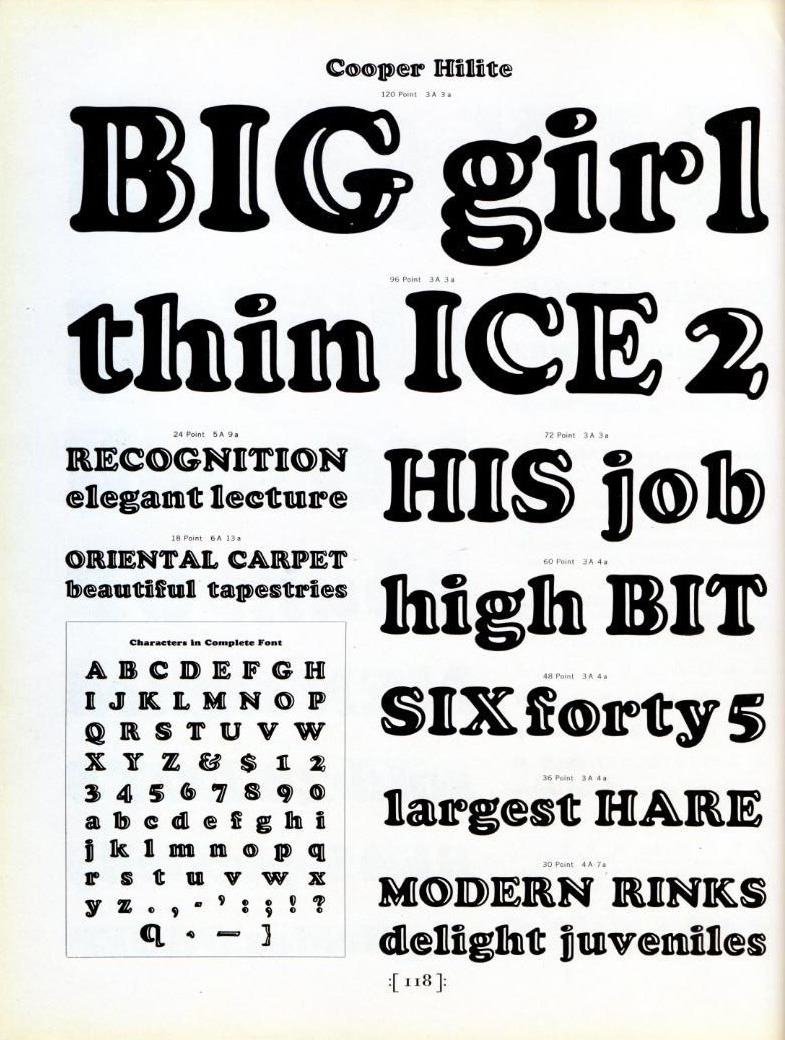
Schriftprobe der Cooper Hilite
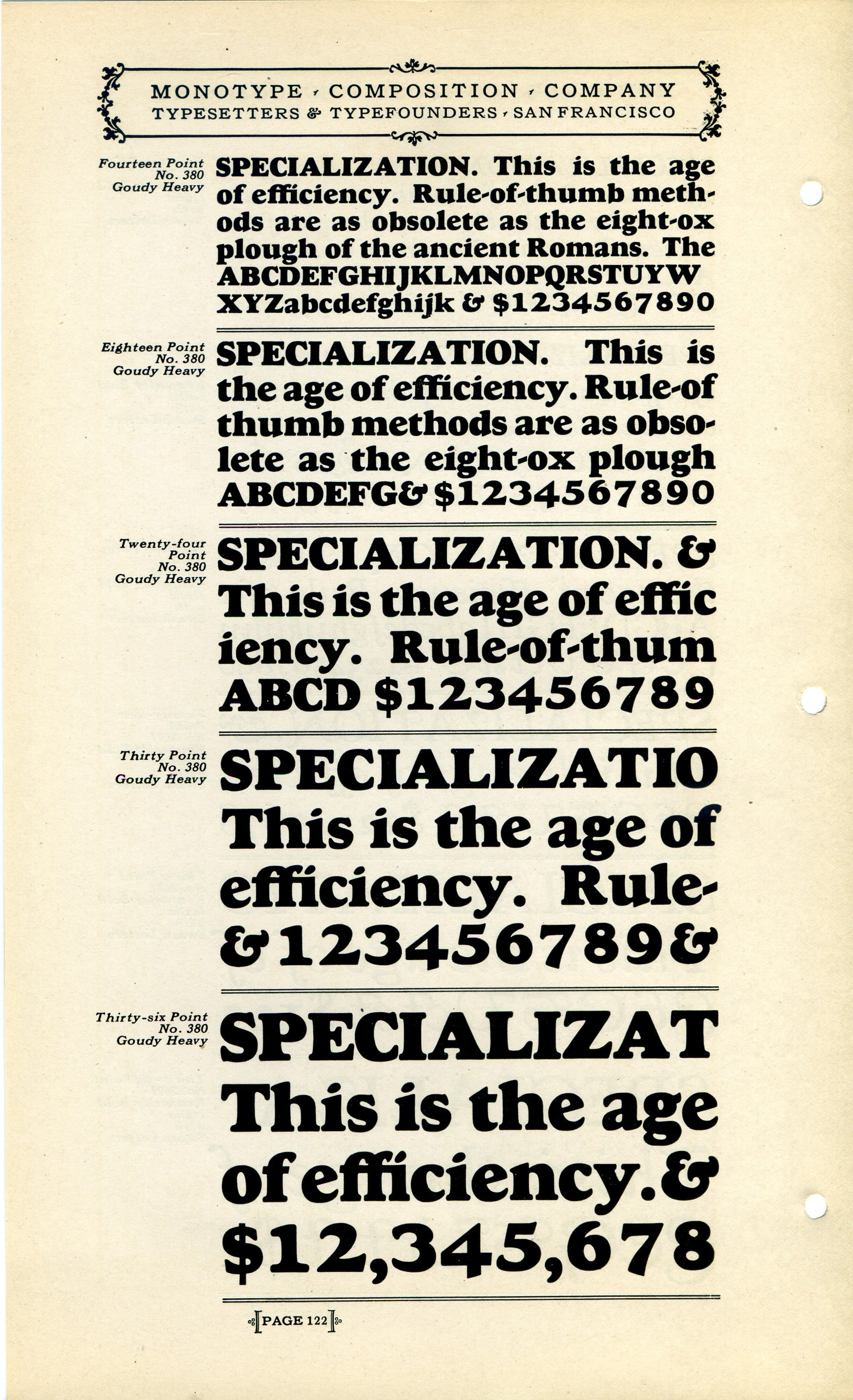
Goudy Heavy Face von Monotype

### Weitere Entwicklung
Die anfängliche Beliebtheit der Cooper Black hielt bis in die 1930er Jahre an und flaute Anfang der 1940er Jahre ab. Später allerdings erlebte die Schrift ein Wiederaufleben mit der Popkultur.

Das Album Pet Sounds (1966)

Im Jahr 1966 veröffentlichte die Band The Beach Boys ihr Album Pet Sounds, auf dessen Cover die Cooper Black verwendet wurde (mit negativer Spationierung, die Buchstaben berühren sich). Weitere Bands zogen nach: Frank Zappa und The Mothers of Invention mit ihrem Album Freak Out! (1966), die Bee Gees mit To Love Somebody (1967), Curtis Mayfield mit Curtis (1970), The Doors mit L.A. Woman (1971), Harry Nilsson mit Nilsson Schmilsson (1971) und David Bowie mit The Rise and Fall of Ziggy Stardust and the Spiders from Mars (1972).
Daneben wurde die Cooper Black nun auch durch ihre Verwendung in den Titeln von Fernsehserien und Sitcoms ein Massenphänomen. Dazu zählten die 1970er-Jahre-Serien Männerwirtschaft und M*A*S*H und in den 1980ern die Serien Noch Fragen Arnold? und Cheers. Auch auf Filmplakaten wie etwa King Kong (1976) war sie zu sehen. Dadurch assoziiert man heute die Cooper Black meistens mit der Zeit der 1960er bis 1980er Jahre.
Die Cooper Black hat auch einen festen Platz in der Hip-Hop-Kultur.

#### Cooper Black in Logos

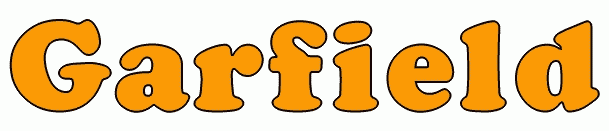
Logo des Comics Garfield

Logo von Uncle Ben’s (eine schmale Version der Schriftart)

Logo der Drogeriemarktkette Müller

Logo von easyJet

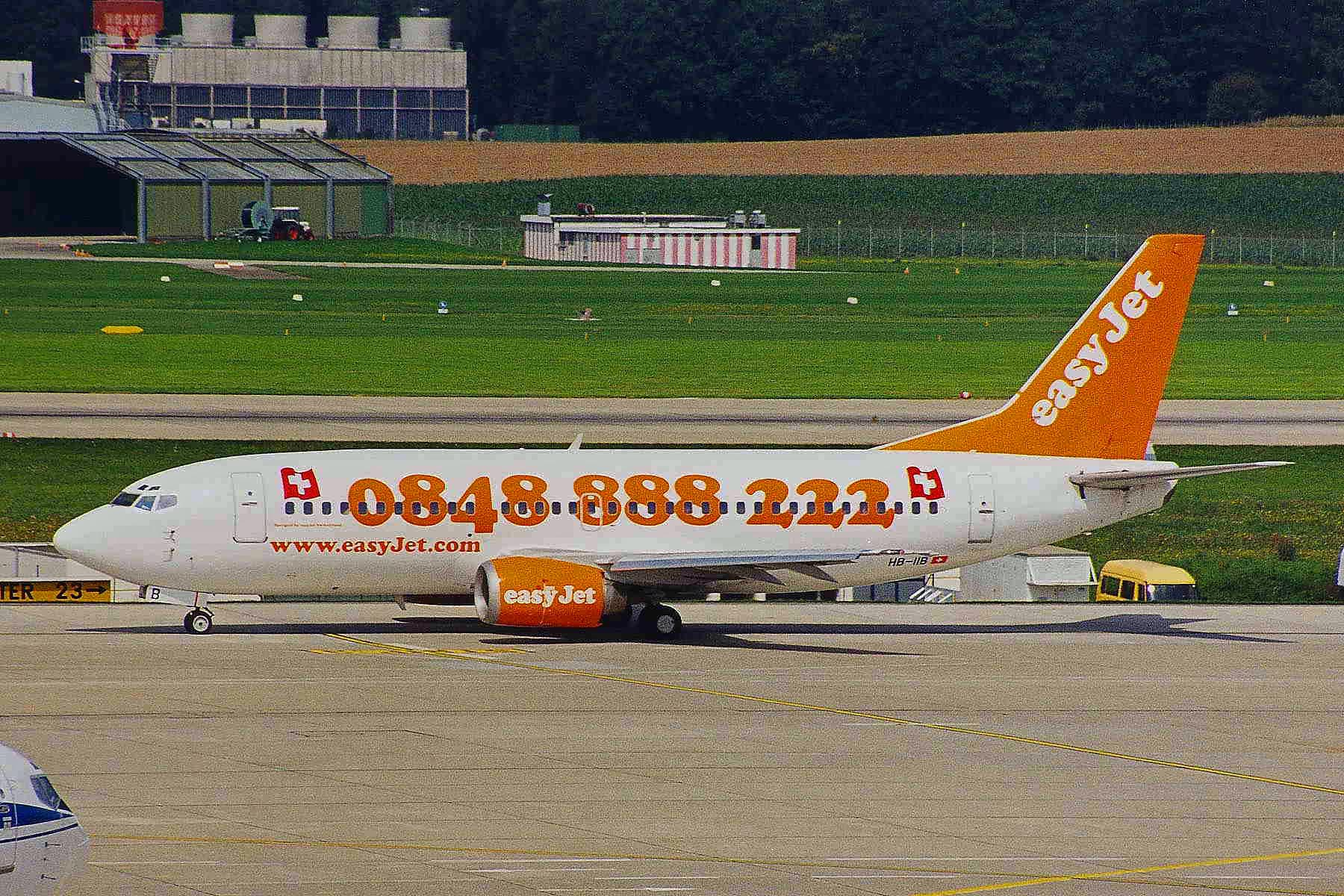
Flugzeug von easyJet mit der Telefonnummer in Cooper Black

Cooper Black wird von den unterschiedlichsten Unternehmen für die verschiedensten Produkte verwendet. Man findet sie im Schriftzug des Comics Garfield und auf dem Cover des Satiremagazins National Lampoon (1970–1998). Sie wird gerne in Logos eingesetzt, etwa der nordamerikanischen Bahngesellschaft Acison Topeka Santa Fe auf deren Lokomotiven verwendet, Uncle Ben’s, der Drogeriemarktkette Müller, Payless ShoeSource (bis 2006), Roots Canada, Tootsie Roll, Top Ramen und United Dairy Farmers. 1995 wählte easyJet die Cooper Black für ihr Logo. Heute wird sie im gesamten Corporate Design der easyGroup genutzt.

### 21. Jahrhundert
Im 21. Jahrhundert erlebte die Schriftart, nun als Retro-Schrift empfunden, auf Musikalben ein erneutes Revival, unter anderem mit den Alben Someday Came Suddenly (2006) von Attack Attack!, Brothers (2010) von The Black Keys und Goblin (2011) von Tyler, the Creator. Auch in Fernsehserientiteln wurde sie nun wieder verwendet, etwa für die Serien Alle hassen Chris, Louie und Dear White People. Die Late-Night-Show I Love You, America with Sarah Silverman (2017–2019) verwendete sie ebenfalls.

## Merkmale
Die Cooper Black zählt nach DIN 16518 zur Klasse französische Renaissance-Antiqua. Sie hat aber innerhalb ihrer Klasse sehr spezielle Merkmale.

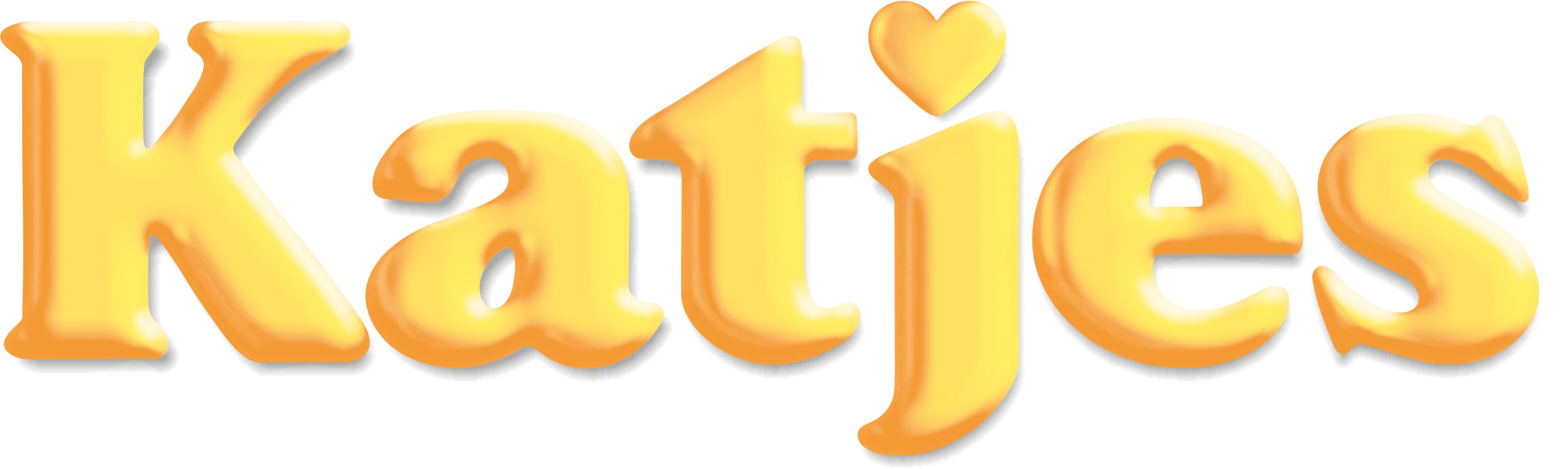
Logo von Katjes

Sie unterscheidet sich deutlich von der Stilform Fat Face, die in den 110 Jahren zuvor die für Werbezwecke beliebten ultrafetten Serifenschriften dominiert hatte. Während die Fat-Face-Schriften einen extrem hohen Strichkontrast und eckige, scharf geschnittene Serifen hatten, ist die Cooper Black deren Gegenteil: eine ultrafette Schrift mit einem normalen Strichkontrast, weichen, abgerundeten Formen und ungewöhnlichen elliptischen Serifen. Diese Serifenform wird im Englischen auch „slur serif“ bezeichnet (was übersetzt etwa „undeutliche Serifen“ heißt). Sie soll die Wirkung haben, dass die Schrift „unscharf“ bzw. „aufgeblasen“ wirke.
Die x-Höhe ist im Verhältnis zur Versalhöhe relativ hoch. Dadurch sind die Oberlängen der Kleinbuchstaben kurz. Das Gleiche gilt auch für die sehr kurzen Unterlängen. Cooper Black hat sehr kleine Punzen, besonders extrem im a und e. Die Punzen in den Buchstaben o und q sind nach links geneigt. Der i- und j-Punkt ist elliptisch und schrägstehend. Die Ziffern sind Mediävalziffern.

## Kritik
1973 nannte der Cartoonist und Autor Roy Paul Nelson die Cooper Black „the grocery store type“ (die Lebensmittelladen-Schriftart).
Der Schriftgestalter und Dozent am London College of Communication Paul McNeil schrieb, die Cooper Black habe eine „unexpected affability and liveliness“ (unerwartete Freundlichkeit und Lebendigkeit).
Der britische Autor Simon Garfield bezeichnete die Cooper Black in seinem Buch „Just My Type“ (2012) als „eine kleine Sensation (...) – eine Serifenschrift, die aussah wie eine serifenlose“. Er verglich ihre Formen mit dem Öl einer Lavalampe. Weiter schrieb er, „diese sehr bullige Schrift wirkt erstaunlich unbedrohlich“, und stellte fest, dass sie „am besten aus der Ferne“ wirkt.
Louis C.K., der Schöpfer und Hauptdarsteller der oben erwähnten Serie Louie, nannte die Schriftart „balloony and pretty and nice“ (ballonartig und hübsch und nett).
Der Buchstabe g der Cooper Black mit seinem nach oben weisenden Fähnchen (Ohr) wurde mit einem Quietscheentchen verglichen.

## Digitale Varianten und Überarbeitungen
Bitstream Inc. bietet eine digitale Version der Cooper Black an, bei der die unteren Serifen der Buchstaben p und q nicht schräg stehen.
Im Jahr 2020 erschien die „New Kansas“, eine Überarbeitung der gesamten Schriftfamilie Cooper Old Style (Cooper) in sieben Strichstärken. Bei ihr wurden die leichteren Schnitte stilistisch konsistenter in Einklang mit dem ultrafetten Schnitt gebracht. Der Name Kansas bezieht sich auf den Bundesstaat, in dem Oswald Bruce Cooper aufwuchs.